# 1986年のMLBオールスターゲーム
1986年のMLBオールスターゲームはアメリカンリーグとナショナルリーグの間で行われた57回目のオールスターゲームである。1986年7月15日にヒューストン・アストロズの本拠地アストロドームで行われた。試合結果は3 - 2でアメリカンリーグが勝利した。
MVPは先発3回無失点で勝利投手となったロジャー・クレメンスが受賞した。

## 凡例
- 表中の守備の項は守備位置を示し以下の略記で示す。
P:投手 C:捕手 1B:一塁手 2B:二塁手 SS:遊撃手 3B:三塁手 RF:右翼手 CF:中堅手 LF:左翼手 OF:外野手
- 表中のチーム名の略称についてはチームの表記参照。

## 試合結果

### 先発メンバー
| 打順 | 選手（チーム）                 | 守備 |
| ---- | ------------------------------ | ---- |
| 1    | カービー・パケット (MIN)       | CF   |
| 2    | リッキー・ヘンダーソン (NYY)   | LF   |
| 3    | ウェイド・ボッグス (BOS)       | 3B   |
| 4    | ランス・パリッシュ (DET)       | C    |
| 5    | ウォーリー・ジョイナー (CAL)   | 1B   |
| 6    | カル・リプケン・ジュニア (BAL) | SS   |
| 7    | デーブ・ウィンフィールド (NYY) | RF   |
| 8    | ルー・ウィテカー (DET)         | 2B   |
| 9    | ロジャー・クレメンス (BOS)     | P    |

| 打順 | 選手（チーム）             | 守備 |
| ---- | -------------------------- | ---- |
| 1    | トニー・グウィン (SD)      | LF   |
| 2    | ライン・サンドバーグ (CHC) | 2B   |
| 3    | キース・ヘルナンデス (NYM) | 1B   |
| 4    | ゲイリー・カーター (NYM)   | C    |
| 5    | ダリル・ストロベリー (NYM) | RF   |
| 6    | マイク・シュミット (PHI)   | 3B   |
| 7    | デール・マーフィー (ATL)   | CF   |
| 8    | オジー・スミス (STL)       | SS   |
| 9    | ドワイト・グッデン (NYM)   | P    |

### 試合経過
|                  | 1 | 2 | 3 | 4 | 5 | 6 | 7 | 8 | 9 | R | H | E |
| ---------------- | - | - | - | - | - | - | - | - | - | - | - | - |
| アメリカンリーグ | 0 | 2 | 0 | 0 | 0 | 0 | 1 | 0 | 0 | 3 | 5 | 0 |
| ナショナルリーグ | 0 | 0 | 0 | 0 | 0 | 0 | 0 | 2 | 0 | 2 | 5 | 1 |

1. 勝利：ロジャー・クレメンス (1-0)
2. セーブ：ドン・アース (1)
3. 敗戦：ドワイト・グッデン (0-1)
4. 本塁打
AL：ルー・ウィテカー (1) フランク・ホワイト (1)

ア・リーグ先発のクレメンスは、高校時代を過ごしたヒューストンで3回を投げて一人の走者も許さない完全なピッチング。一方、ナ・リーグ先発のグッデンは2回に2アウトを取ってからルー・ウィテカーに先制の2点本塁打を打たれた。ナ･リーグの2番手で登板したフェルナンド・バレンズエラは、1934年のカール・ハッベル（ニューヨーク・ジャイアンツ）以来の5者連続奪三振を記録し、追加点を許さなかったが、3番手に登板した地元アストロズのマイク・スコットが、フランク・ホワイトに本塁打を打たれて追加点を許す。ナ・リーグは8回に、38歳で初（唯一）のオールスター選出となったチャーリー・ハフから2点を返したが、反撃はそこまで。MVPにはクレメンスが選ばれた。
余談だが、2番手投手はナ・リーグのバレンズエラ、ア・リーグのテディ・ヒゲーラはいずれもメキシコ出身。ナ・リーグ4番手のシド・フェルナンデスとア・リーグ4番手のハフはいずれもハワイ州出身で、オールスターでハワイ州出身の投手が投げ合ったのは初めて。
ア・リーグを指揮した監督ディック・ハウザーは試合翌日脳腫瘍で入院し、以後復帰はかなわず、翌年死去した。

## 選出選手
先発は野手はファンの投票、投手は各チームの監督によって選ばれた。

### 先発選出選手
| 守備 | 選手（チーム）                 | 選出 |
| ---- | ------------------------------ | ---- |
| P    | ロジャー・クレメンス (BOS)     | 初   |
| C    | ランス・パリッシュ (DET)       | 6    |
| 1B   | ウォーリー・ジョイナー (CAL)   | 初   |
| 2B   | ルー・ウィテカー (DET)         | 4    |
| 3B   | ジョージ・ブレット (KC)        | 11   |
| SS   | カル・リプケン・ジュニア (BAL) | 4    |
| OF   | カービー・パケット (MIN)       | 初   |
| OF   | デーブ・ウィンフィールド (NYY) | 10   |
| OF   | リッキー・ヘンダーソン (NYY)   | 6    |

| 守備 | 選手（チーム）             | 選出 |
| ---- | -------------------------- | ---- |
| P    | ドワイト・グッデン (NYM)   | 3    |
| C    | ゲイリー・カーター (NYM)   | 9    |
| 1B   | キース・ヘルナンデス (NYM) | 4    |
| 2B   | ライン・サンドバーグ (CHC) | 3    |
| 3B   | マイク・シュミット (PHI)   | 10   |
| SS   | オジー・スミス (STL)       | 6    |
| OF   | トニー・グウィン (SD)      | 3    |
| OF   | デール・マーフィー (ATL)   | 6    |
| OF   | ダリル・ストロベリー (NYM) | 3    |

### 控え選出選手
| 守備 | 選手（チーム）                 | 選出 |
| ---- | ------------------------------ | ---- |
| P    | ドン・アース (BAL)             | 初   |
| P    | ウィリー・ヘルナンデス (DET)   | 3    |
| P    | テディ・ヒゲーラ (MIL)         | 初   |
| P    | チャーリー・ハフ (TEX)         | 初   |
| P    | デーブ・リゲッティ (NYY)       | 初   |
| P    | ケン・スクローム (CLE)         | 初   |
| P    | マイク・ウィット (CAL)         | 初   |
| C    | リッチ・ゲドマン (BOS)         | 2    |
| 1B   | ドン・マッティングリー (NYY)   | 3    |
| 1B   | エディ・マレー (BAL)           | 7    |
| 2B   | フランク・ホワイト (KC)        | 5    |
| 3B   | ウェイド・ボッグス (BOS)       | 2    |
| 3B   | ブルック・ジャコビー (CLE)     | 初   |
| 3B   | ジム・プレスリー (SEA)         | 初   |
| SS   | トニー・フェルナンデス (TOR)   | 初   |
| OF   | ハロルド・ベインズ (CWS)       | 2    |
| OF   | ジェシー・バーフィールド (TOR) | 初   |
| OF   | ホセ・カンセコ (OAK)           | 初   |
| OF   | ロイド・モスビー (TOR)         | 初   |
| OF   | ジム・ライス (BOS)             | 8    |

| 守備 | 選手（チーム）                   | 選出 |
| ---- | -------------------------------- | ---- |
| P    | シド・フェルナンデス (NYM)       | 初   |
| P    | ジョン・フランコ (CIN)           | 初   |
| P    | マイク・クルーコウ (SF)          | 初   |
| P    | シェーン・ローリー (PHI)         | 初   |
| P    | ジェフ・リアドン (MON)           | 2    |
| P    | リック・ローデン (PIT)           | 2    |
| P    | マイク・スコット (HOU)           | 初   |
| P    | デーブ・スミス (HOU)             | 初   |
| P    | フェルナンド・バレンズエラ (LAD) | 6    |
| C    | ジョディ・デービス (CHC)         | 2    |
| C    | トニー・ペーニャ (PIT)           | 4    |
| 1B   | グレン・デービス (HOU)           | 初   |
| 2B   | スティーブ・サックス (LAD)       | 3    |
| 3B   | クリス・ブラウン (SF)            | 初   |
| SS   | ヒュービー・ブルックス (MON)     | 初   |
| OF   | ケビン・バス (HOU)               | 初   |
| OF   | チリ・デービス (SF)              | 2    |
| OF   | デーブ・パーカー (CIN)           | 6    |
| OF   | ティム・レインズ (MON)           | 6    |

## 本塁打競争
第2回本塁打競争は各リーグ3名が出場、6選手1ラウンド制で行われた。4本塁打でウォーリー・ジョイナーとダリル・ストロベリーが同時優勝。
| 順位 | 選手（チーム）                 | 本塁打 |
| ---- | ------------------------------ | ------ |
| 1T   | ウォーリー・ジョイナー (CAL)   | 4      |
| 1T   | ダリル・ストロベリー (NYM)     | 4      |
| 3    | デーブ・パーカー (CIN)         | 3      |
| 4    | ジェシー・バーフィールド (TOR) | 2      |
| 5T   | ヒュービー・ブルックス (MON)   | 1      |
| 5T   | ホセ・カンセコ (OAK)           | 1      |